# Triaxialkabel

Aufbau eines Triaxialkabels

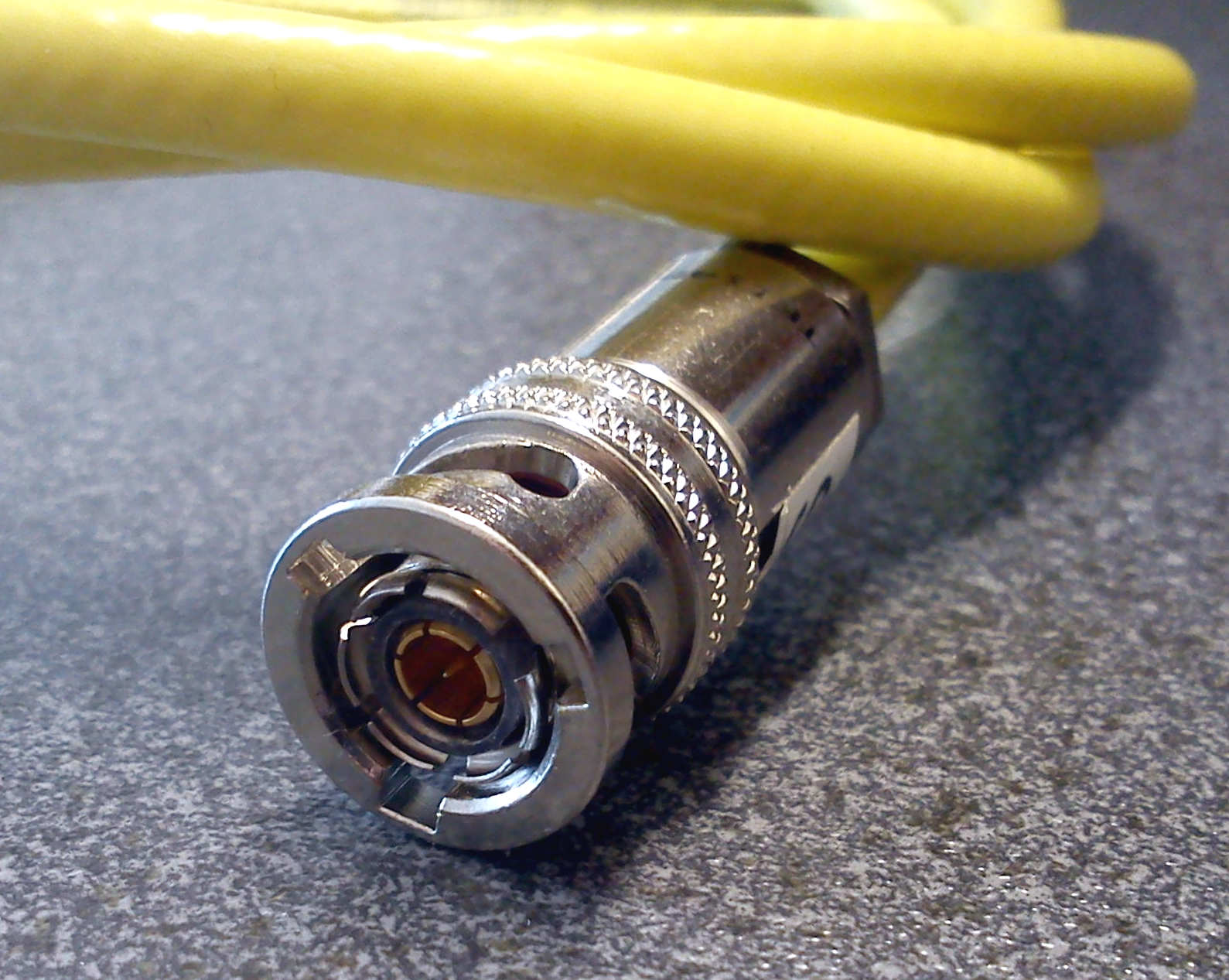
Triaxstecker mit Kabel

Ein Triaxialkabel ist eine Sonderform des Koaxialkabels, das aus drei konzentrischen Leitern besteht. Diese werden durch ein Dielektrikum sowie eine Abschirmung voneinander getrennt. Aufgrund des höheren Herstellungsaufwands sind die Kabel teurer als Koaxialkabel.
Anwendungsgebiete sind Videotechnik und elektrische Messtechnik.
In der Videotechnik sind Triaxialkabel insbesondere bei Kamerasystemen verbreitet. Wie bei einem Koaxialkabel werden die Nutzdaten (Bild, Ton, Steuersignale) hochfrequent z. B. mittels Frequenzmultiplexing auf dem Innenleiter übertragen. Der zusätzliche äußere Schirmleiter wird zur Stromversorgung des Kamerasystems genutzt.
In der elektrischen Messtechnik können mit einem geeigneten Aufbau unter Verwendung von triaxialen Kabeln Ströme im Femtoampere-Bereich gemessen werden
. Hierbei wird mittels eines Operationsverstärkers der innere Schirmleiter auf dem Potential des Innenleiters gehalten. Dies verhindert Leckströme zum Innenleiter und ermöglicht damit erst die hochgenaue Strommessung.
Die Bezeichnung „Triaxial“ für diese Art von Kabeln ist irreführend und bei näherer Betrachtung auf eine falsche Ableitung vom gebräuchlicheren Wort „Coaxial“ zurückzuführen. Der Begriff „Coaxial“ bedeutet wörtlich „auf einer gemeinsamen Achse liegend“, was korrekt ist, da Innenleiter und Schirm auf derselben Achse liegen. „Triaxial“ bedeutet wörtlich jedoch „mit drei Achsen“, was beim Triaxialkabel aber nicht der Fall ist. Da auch beim Triaxialkabel alle drei Leiter eine gemeinsame Achse besitzen, handelt es sich also auch hierbei eigentlich um ein Koaxialkabel, jedoch mit drei Leitern, während man ein einfaches, dreipoliges Elektrokabel dem Wortsinne nach durchaus als „Triaxialkabel“ bezeichnen könnte. In der Praxis würde dies jedoch aufgrund der weiten Verbreitung der eigentlich falschen Begrifflichkeiten ausschließlich zu Missverständnissen führen.
Der Vorteil dieser Bauart liegt darin, dass in Verbindung mit hochohmigen Isolationen (10¹² Ohm) der innere Schirm auf demselben Potential liegt wie das Signalkabel in der Mitte. Durch die fehlende Potentialdifferenz entsteht auch kein Verluststrom. Der äußere Leiter, die äußere Schirmung, liegt auf Masse (PE), um jede eventuell von innen oder außen aufkommende Spannung abzuleiten. In der Halbleiterindustrie (Prüfmaschinen) und Hochfrequenzdatenübertragung ist diese Technologie eine essentielle Grundlage.